# 立碁電子
立碁電子工業股份有限公司（LIGITEK ELECTRONICS CO.,LTD），是台灣一家光電公司，成立於1989年6月27日，創辦人為童義興先生。立碁是製造LED相關產品的公司，提供產品有業界標準產品及客製終端產品。其子公司立碁光能股份有限公司成立於2007年3月，主要營業項目為太陽能模組相關設備及技術服務。

## 企業理念
- 專業：立碁電子專注於設計、研發及製造全系列的光學零件。
- 學習：專業人才的培養及多項的教育訓練課程投資，提昇管理、行銷、財務及資訊系統等專業程度確保持續成長。
- 創新：大力倡導創新精神，不斷引進新的觀念。
- 誠信：視誠信為立身之本，管理者及員工都要講求誠信，在與社會、客戶、以及對外的商業行為也講求誠信。
- 分享：“人”是立碁最大的資產。公司提供安全、穩定並且舒適的環境，讓所有員工能在此環境下盡情發揮能力，以勞資雙贏為目標。

## 產品
- LED components
  - Standard LED
  - Super Bright LED
  - Invisible LED
  - Special LED
  - Array
  - LED Backlight
  - Light Bar
  - Reflectors for SMD
  - Leads for SMD
  - PCB for SMD
  - LED Display
  - Dot Matrix
  - High Power LED

- Customerized design LED product

## 關係企業與子公司
- SAMOA 公司
- 香港立聯公司
- 立展公司
- 立聯公司
- 聯碁公司
- 享慶公司
- 香港享慶公司
- 享慶光電公司
- 立碁光能公司
- 阿波羅公司
- 立碁光能（昆山）公司